# 山本智矢
山本 智矢（Tomoya Yamamoto、1956年1月19日 - ）は、日本の外科医、神経生理学研究者。専門は頭頸部外科学、神経生理学、メカトロニクス。国立病院機構九州医療センターの科長を務めていた。平成29年より九州厚生局指導監査課指導医療官を務める。

## 人物
1981年に九州大学医学部医学科を卒業、1986年に九州大学大学院博士課程を卒業。1986年11月からニューヨーク大学医学センター生理物理学科客員教授、Rodolfo Llinásらと小脳皮質プルキンエ細胞活動の96チャンネル同時記録や脳磁図の機器開発や記録解析を行った。1999年4月に九州大学医学部助教授、2004年3月からは国立病院機構に勤務している。
専門は耳鼻咽喉科学・頭頸部外科学・神経生理学・脳磁気学で、視床下部・前頭葉・小脳・SQUIDによる脳磁図・耳鼻咽喉科・頭頸部外科についての論文がある。またThree radio thereminや山本式電流帰還アンプを開発した。
耳鼻咽喉科に関する情報を提供しているウェブサイト「ばーちゃる耳鼻科」の作者である。また「今日の必ずトクする一言」という技術系ウェブサイトを運営しており、CQ出版社によって書籍化された。趣味はピアノ演奏、、。

## 著書
Google Scholarによれば、h-indexは30, i10は71, 被引用回数は3279である
。

### 論文
- Yamamoto T,Williamson SJ,Kaufman L,Nicholson C,Llinas R:Magnetic localization of neuronal activity in the human brain. Proc Natl Acad Sci 85:8732-8736,1988[9].
- Yamamoto T,Fukuda M,Llinas R:Bilaterally synchronous complex spike Purkinje cell activity in the mammalian cerebellum. Eur J Neurosci 13:327-339,2001[10].
- Yamamoto T,Uemura T,Llinas R,Fukuda :Simultaneous recording from 96 Purkinje cells in Rat cerebellum and relation to movement. Youtube https://www.youtube.com/watch?v=NdccsjW3vZo[11].
- Suk, J., Ribary, U., Cappell,J. Yamamoto, T. and Llinas, R. Anatomical localization revealed by MEG recordings of the human somatosensory system. EEG J 78:185-196, 1991[12].

### 著書
- 今日の必ずトクする一言 完全収録編　（CQ出版、2003年）
- 今日の必ずトクする一言 快適生活編　（CQ出版、2003年）
- 今日の必ずトクする一言 メカニクス・エレクトロニクス編　（CQ出版、2003年）
- 今日の必ずトクする一言 パソコン・携帯電話・インターネット編　（CQ出版、2003年）